# Liberty (album)
 For alternative betydninger, se Liberty. (Se også artikler, som begynder med Liberty)
Liberty er det sjette studiealbum fra Duran Duran.
1. Violence Of Summer (Love's Taking Over)
2. Liberty
3. Hothead
4. Serious
5. All Along The Water
6. My Antarctica
7. First Impression
8. Read My Lips
9. Can You Deal With It
10. Venice Drowning
11. Down Town

Albummet blev udgivet i 1990.